# Jane the Virgin

Scena della stagione 3

Jane the Virgin è una serie televisiva commedio-drammatica e romantica statunitense creata da Jennie Snyder Urman, trasmessa dal 13 ottobre 2014 al 31 luglio 2019 su The CW e basata sulla telenovela venezuelana Juana la virgen, creata da Perla Farías.

## Trama
Jane Gloriana Villanueva è una giovane ventitreenne con il sogno di diventare una scrittrice, frequenta il college ed è felicemente fidanzata, da due anni, con Michael Cordero Jr, giovane e ambizioso detective di Miami che dà la caccia al misterioso trafficante "Sin Rostro". Le passioni di Jane includono sua madre, Xiomara, rimasta incinta appena sedicenne, e sua nonna Alba, fortemente credente e molto legata ai dogmi cristiani e che, da quando Jane compie dieci anni, la mette in guardia sulle conseguenze del sesso prematrimoniale. Infine ci sono i suoi amati toast al formaggio.
Jane incorpora questi moniti in maniera così profonda da arrivare ai suoi ventitré anni vergine. In un controllo medico di routine nel quale Jane doveva fare un semplice pap test la dottoressa Luisa Alver, in condizioni di stress per aver trovato sua moglie a letto con la sua assistente, attua erroneamente su Jane un'inseminazione artificiale utilizzando l'unica provetta superstite dello sperma di Rafael Solano, suo fratello, conservato dallo stesso dopo aver scoperto un cancro. Dopo qualche settimana Jane si scopre incinta, tra lo stupore e le confusioni iniziali che coinvolgono tutta la famiglia e le persone vicine a lei, decide di portare avanti la gravidanza e dare al legittimo padre il figlio una volta nato. Da qui inizia la trama propria delle telenovelas narrata, nella versione italiana, da Massimo Lopez che ha il ruolo di narratore onnisciente con uno spiccato lato comico.

## Episodi
| Stagione         | Episodi | Prima TV USA | Prima TV Italia |
| ---------------- | ------- | ------------ | --------------- |
| Prima stagione   | 22      | 2014-2015    | 2015            |
| Seconda stagione | 22      | 2015-2016    | 2016            |
| Terza stagione   | 20      | 2016-2017    | 2017            |
| Quarta stagione  | 17      | 2017-2018    | 2018            |
| Quinta stagione  | 19      | 2019         | 2019            |

## Personaggi e interpreti

### Personaggi principali
- Jane Gloriana Villanueva (stagioni 1-5), interpretata da Gina Rodriguez, doppiata da Erica Necci.
Una giovane donna che rimane incinta dopo essere stata inseminata artificialmente per errore da Luisa Alver, la sua ginecologa, ma decide di portare comunque a termine la gravidanza, dando alla luce, al termine della prima stagione, il piccolo Mateo Gloriano Rogelio Solano Villanueva. Fidanzata inizialmente col detective Michael Cordero, si innamora presto di Rafael Solano, il padre di suo figlio, e inizia una storia con lui caratterizzata da diversi alti e bassi, sebbene Michael non si arrenda all'idea di averla persa e continui a sperare di poter tornare con lei, dando vita ad un triangolo amoroso a cui Jane metterà fine quando deciderà effettivamente di tornare con Michael e sposarlo alla fine della seconda stagione, però lui apparentemente morirà poco tempo dopo il matrimonio. A seguito di questo evento, a metà della terza stagione si assiste ad un salto temporale di tre anni, dopo il quale viene mostrato com'è andata avanti la vita dei protagonisti, come Jane ha affrontato questa perdita e come si è rialzata dopo il lutto, riuscendoci soprattutto grazie al supporto incondizionato della sua famiglia e di Rafael, che l'ha anche spronata più di chiunque altro a non arrendersi nell’inseguire il suo più grande sogno, ossia diventare una scrittrice: durante questo periodo, il rapporto tra i due subisce una profonda evoluzione, passando dal condividere il ruolo di co-genitori del piccolo Mateo al diventare migliori amici per poi vedere riaffiorare i sentimenti reciproci che, in un modo o nell’altro, li legano da sempre. Così, nella quarta stagione, quando Jane ha definitivamente elaborato il lutto e si sente finalmente pronta ad andare avanti ed iniziare un nuovo capitolo della sua vita, lei e Rafael tornano insieme, instaurando stavolta una storia d'amore molto più seria e matura di quella della prima stagione, tanto da arrivare velocemente ad un passo dalla convivenza e dal matrimonio, finché non vi è un nuovo colpo di scena: Michael si scopre essere ancora vivo in quanto la criminale Rose/Sin Rostro, su cui lui stava indagando, ha in realtà inscenato la sua morte e, tramite elettroshock, gli ha indotto un'amnesia a causa della quale lui non ricorda più nulla del suo passato e ora si fa chiamare Jason. Nonostante questo, Michael riacquista presto i suoi ricordi e tenta di riconquistare Jane per l'ennesima volta, ma i due si rendono subito conto di essere radicalmente cambiati negli oltre quattro anni passati separati, di non fare più parte l’uno della vita dell’altro, che anche se la loro storia d'amore è stata bella ed importante per entrambi, ormai appartiene al passato e soprattutto Jane è andata avanti e il suo unico amore ora è Rafael: i due, così, si salutano per l’ultima volta e Jane corona finalmente il suo sogno d'amore con Rafael, sposandolo nel finale di serie. Jane è cresciuta con le donne Villanueva e con l'assenza del padre, Rogelio, che conosce da ormai adulta nella prima stagione. Ha vissuto con una dieta ferrea di telenovelas che la porta a vedere il mondo attraverso l'occhio del realismo magico. Inizialmente è una ragazza molto romantica e idealista che, però, nel corso della serie diventerà sempre più realista a causa dei vari eventi che le accadono: dalla gravidanza improvvisa e imprevista all'amore inaspettato per Rafael, dall’apparente morte di Michael e la successiva necessità di ricostruirsi alle varie difficoltà lavorative e genitoriali. Molto positiva, vede sempre il buono nelle persone, tanto da essere definita, spesso, ingenua. Stringe un rapporto di amicizia con Petra mentre Rafael è in carcere durante il salto temporale e, insieme, si faranno forza a vicenda in attesa del suo ritorno, fino a diventare successivamente migliori amiche e a considerarsi sorelle. Oltre alla stesura del suo primo libro, Snow Falling, che otterrà poco successo una volta pubblicato, la vediamo impegnata nel ruolo di cameriera, insegnante, assistente editrice, assistente di un professore universitario, scrittrice fantasma, manager del lounge bar del Marbella e, infine, sceneggiatrice di telenovela, per poi vedere realizzato finalmente il suo sogno di pubblicare un best seller e suo secondo romanzo alla fine della serie, che si scopre anche essere la base narrativa su cui si fondano gli eventi di tutto il racconto (in quanto trattasi di un'autobiografia romanzata di Jane e di tutta la sua famiglia).
- Xiomara Gloriana Villanueva (stagioni 1-5), interpretata da Andrea Navedo, doppiata da Daniela Calò.[8]
La madre di Jane, che ha avuto a 16 anni. Dopo il ritorno di Rogelio de la Vega, suo primo amore e padre di Jane che non aveva voluto far parte della vita della figlia all'epoca, tra i due si riaccende la passione, per poi sposarsi dopo vari tira e molla alla fine della terza stagione. È una donna che crede fortemente nel suo sogno di diventare una cantante, ma alla fine aprirà una scuola di danza. Poco religiosa a differenza della madre Alba, è lei che, la maggior parte delle volte, sprona Jane ad osare nella vita, anche se lei per prima ci mette molto tempo a prendere decisioni importanti. Si sente molto legata a sua figlia, tanto da considerarla la sua migliore amica. Nella quarta stagione scopre di avere un cancro al seno al terzo stadio, che riuscirà a sconfiggere grazie a varie cure, e durante questa difficile situazione riceve il sostegno incondizionato della famiglia. A fine serie, dopo il matrimonio di Jane e Rafael, si trasferirà a New York con Rogelio, dove frequenterà una scuola d'infermieristica, avendo deciso di riprendere gli studi che aveva dovuto interrompere anni prima per via della gravidanza.
- Rafael Solano (stagioni 1-5), interpretato da Justin Baldoni, doppiato da Gianfranco Miranda.
Il proprietario del Marbella Hotel e padre biologico del bambino di Jane (Mateo) e delle gemelle di Petra (Ellie e Anna). È un uomo affascinante e carismatico, con un passato problematico e da playboy. Ha abbandonato il suo stile di vita promiscuo quando si è messo con Petra e, successivamente, gli è stato diagnosticato un cancro che, a causa delle cure, non gli permette più di avere dei bambini: proprio per questo ha deciso di conservare due flaconi di sperma. All'inizio della serie si innamora perdutamente di Jane ed inizia con lei una storia caratterizzata da alti e bassi e, nel momento in cui lei proprio per questo farà un passo indietro e sceglierà di tornare con Michael, suo fidanzato storico, decidendo poco dopo anche di sposarlo, accetta la sua scelta e decide di lasciarla andare perché per lui l'importante è solo che lei sia felice, anche se non con lui. Contro ogni pronostico, si dimostra inoltre un padre presente e attento per tutti e tre i suoi figli e, all'inizio della terza stagione, stringe un legame molto amichevole con entrambe le madri dei bambini. Ha sempre cercato di far ricredere Emilio, suo padre, dimostrandogli di non essere una delusione come figlio come invece lui credeva, poi scopre di essere stato adottato, ma purtroppo alla fine della serie scopre anche che i suoi genitori biologici sono morti. Prima del salto temporale di tre anni a metà della terza stagione sceglie di addossarsi la responsabilità di una truffa portata avanti dal padre e di cui lui non era a conoscenza, dichiarandosi colpevole e scontando nove mesi di reclusione in prigione al fine di spezzare una volta per tutte il cerchio tossico iniziato dalla famiglia Solano e per dare ai suoi figli il buon esempio sul fatto che quando si sbaglia si paga e che bisogna fare la cosa giusta: a seguito del periodo di reclusione, tornerà molto più maturo e consapevole, iniziando a stare vicino a Jane in ogni modo possibile per aiutarla a superare il lutto per la perdita di Michael e spingendola a intraprendere finalmente il suo sogno di diventare una scrittrice. Nella quarta stagione, viene cacciato dal Marbella da sua sorella Luisa e si trasferisce temporaneamente da Jane, Alba e Mateo, poi andrà a vivere in un monolocale e diventerà un bravo agente immobiliare. Allo stesso tempo, a seguito della profonda evoluzione in positivo del loro legame, i suoi sentimenti per Jane riemergeranno e i due torneranno insieme, iniziando una nuova relazione molto più seria e matura del passato, che progredirà piuttosto velocemente portandoli in breve tempo ad un passo dalla convivenza e dal matrimonio, ma il ritorno di Michael, in realtà ancora vivo, rimescolerà le carte ancora una volta. Nonostante questo, però, Jane stavolta sceglierà Rafael perché capirà che, sebbene la storia con Michael sia stata molto importante, ormai appartiene al passato ed ora invece è Rafael il suo futuro, perché lo ama e quello che ha costruito con lui è bello, reale e solido, perciò, con grande gioia di tutti, soprattutto del piccolo Mateo, i due coroneranno il loro sogno d'amore e si sposeranno nel finale di serie.
- Petra Solano (stagioni 1-5), interpretata da Yael Grobglas, doppiata da Giorgia Brasini.
Bellissima quanto intrigante moglie di Rafael, perfida e bugiarda. Il suo vero nome è Natalia Anděl, ma quando il suo ragazzo psicopatico Milos getta dell'acido su Magda, sua madre, scappa dalla sua terra d'origine, la Repubblica Ceca, prendendo il nome Petra. Inizialmente sembrava avesse sposato Rafael solo per i suoi soldi, ma poi, nel corso delle stagioni, si dimostra sinceramente innamorata di lui tanto che, mentre l'uomo instaura una relazione con Jane dopo aver divorziato da lei, ruba l'ultimo flacone del suo sperma e si insemina da sola, partorendo in seguito due gemelle, che nonostante l’inganno con cui sono state concepite verranno accettate e accolte come figlie da Rafael esattamente come Mateo. È calcolatrice, snob, molto legata ai soldi e senza scrupoli, ma pian piano, anche grazie alla maternità, inizia a diventare più sensibile ed empatica, dimostrandosi disposta a tutto per le persone a cui vuole bene. Inizialmente non riesce ad avere un buon rapporto con le gemelle, tanto da scoprire di avere la depressione post-partum, ma poi, superato questo ostacolo e le difficoltà iniziali, diventerà un'ottima madre. Inoltre, lei e Jane, dopo aver stabilito di essere una famiglia, avendo in comune il padre dei loro figli, dopo aver superato le loro divergenze iniziali diventeranno molto amiche, fino ad arrivare a considerarsi sorelle, e Petra instaurerà anche un ottimo rapporto di amicizia e co-genitorialità con Rafael, tanto che lui le chiederà di essere la sua testimone alle nozze con Jane e lei accetterà con piacere: i tre, quindi, riusciranno a formare una bellissima famiglia allargata con le gemelle e Mateo. Nella quarta stagione capirà di essere bisessuale innamorandosi del suo avvocato, Jane Ramos, da lei soprannominata JR per distinguerla dalla protagonista e ingaggiata a seguito di un sospetto di omicidio, e inizierà una storia con lei.
- Alba Gloriana Villanueva (stagioni 1-5), interpretata da Ivonne Coll, doppiata da Doriana Chierici.
La nonna di Jane soprannominata, proprio per questo, "Abuela" (ossia il termine per dire "nonna" in spagnolo). È arrivata in Florida dal Venezuela assieme a suo marito, poi defunto, Mateo che ha sempre profondamente amato. Aveva sei sorelle. È lei che spinge Jane a non concedersi prima del matrimonio perché cattolica e molto credente, anche se in realtà lei stessa non è rimasta vergine fino al matrimonio, concedendosi ad un altro uomo prima di Mateo, cosa che creerà vari dissapori nel momento in cui la verità verrà a galla, specie con Xiomara. È la matriarca della famiglia ed è sempre presente e, benché molto spesso si trovi in disaccordo soprattutto con Xiomara per via delle profonde differenze che le due hanno nel vedere il mondo e la vita, ha un profondo legame con entrambe le altre donne Villanueva. Dopo essere stata una clandestina per molti anni in quanto ha sempre erroneamente creduto che chiedere la cittadinanza americana fosse un rinnegare le proprie origini, spinta dalla figlia e dalla nipote ottiene, nella seconda stagione, il permesso di soggiorno e nella quarta darà finalmente e con successo l'esame per diventare ufficialmente una cittadina americana. Nella terza stagione inizia a lavorare come commessa in un negozio del Marbella e s'innamora del suo collega Jorge, che sposerà per permettergli di ottenere il permesso di soggiorno (essendo anche lui un immigrato come lei) e andare in Messico a trovare sua madre morente senza rischiare di non poter tornare in Florida. In seguito, dopo essersi chiariti sui loro sentimenti, ricambiati da entrambi, si risposeranno, questa volta per davvero.
- Rogelio De La Vega (stagioni 1-5), interpretato da Jaime Camil, doppiato da Simone D'Andrea.
Famoso attore di telenovelas, primo amore di Xiomara e padre di Jane, che ha ignorato la sua esistenza fino a quando Xiomara glielo ha rivelato, sebbene poi si scoprirà che in realtà ne era a conoscenza, ma scelse comunque di non farsi coinvolgere perché troppo giovane, motivo per cui all'inizio della serie vuole conoscere Jane, entrare a fare parte della sua vita e provare a recuperare il tempo perduto. Quasi subito, inoltre, si riaccenderà la passione con Xiomara e, dopo diversi alti e bassi, alla fine della terza stagione si sposerà con lei. È una figura comica e molto egocentrica, ma è disposto a fare di tutto per la sua famiglia. Ha un ottimo rapporto con Alba, che è una sua fan sfegatata, e anche con Michael, che considera il suo migliore amico, e in seguito si avvicinerà molto anche a Rafael, al quale riconoscerà soprattutto il merito di aver reso Jane nuovamente felice dopo l'apparente morte di Michael, fino a chiedergli di chiamarlo "papà" nel giorno delle nozze con la figlia, cosa che lui poi farà durante la cerimonia. Ha recitato in varie telenovelas, la cui più famosa è Le passioni di Santos, di cui verrà prodotta anche la versione americana intitolata This is Mars: questa svolta lavorativa lo porterà a trasferirsi a New York, dove si terranno le riprese, insieme a Xiomara dopo il matrimonio di Jane e Rafael alla fine della serie. Tra la seconda e la terza stagione avrà anche una relazione con Darci Factor, con cui parteciperà ad un reality, e da questa storia nascerà una bambina: Bimba Michaelina.
- Michael Cordero Jr. (stagioni 1-3, 5, guest star stagione 4), interpretato da Brett Dier, doppiato da Dimitri Winter.
Detective fidanzato di Jane a inizio serie. Appena scopre della gravidanza di Jane, non accetta che lei voglia tenere il figlio che aspetta da Rafael e vorrebbe che abortisse, mentre lei è contraria e il suo piano è quello di portare avanti la gravidanza e dare poi il bambino a Rafael e Petra perché cresca in una vera famiglia: i due così entrano in crisi. Anche Rafael e Petra, in realtà, sono in crisi e presto quest’ultima viene scoperta a tradire Rafael da Michael, che mente a Jane sapendo che a quel punto lei terrebbe per sé il bambino, ma la verità su questi sotterfugi viene a galla presto e lei, furibonda, rompe con lui (anche se Jane poi confesserà di aver preso questa decisione anche perché aveva già capito di essersi innamorata di Rafael). Nella seconda stagione viene scelto come padrino per il piccolo Mateo e poi lui e Jane, dopo aver cercato di lasciarsi alle spalle tutto ciò che ha portato alla loro rottura, finiranno per tornare insieme, sposandosi. La prima notte di nozze, però, una sua collega, che in realtà era Rose/Sin Rostro, una pericolosa criminale su cui lui stava indagando, gli spara, causandogli una ferita profonda vicino al cuore che lo porta quasi alla morte. Miracolosamente si salva, ma non supera i test fisici per rientrare in polizia e decide così di diventare un avvocato, sebbene continui ad indagare di nascosto da Jane (che, visto quanto accaduto, era contraria al fatto che lui lavorasse ancora in polizia) su Sin Rostro. Durante l'esame da avvocato, però, apparentemente muore all’improvviso per delle complicazioni della ferita causata dallo sparo di poco tempo prima, evento a seguito del quale si assisterà un salto temporale di tre anni. Nel finale della quarta stagione si scopre che non è morto veramente, ma che Rose/Sin Rostro ha solo inscenato la sua morte e poi gli ha provocato un’amnesia totale sottoponendolo ad elettroshock: da quel momento si chiama Jason, vive in un ranch nel Montana, possiede un cane di nome Bo ed è cambiato molto caratterialmente, essendo diventato un tipo semplice e schietto, ma anche poco socievole, soprattutto con Jane. Nonostante tutto, riacquista presto la memoria e propone a Jane di andare nel Montana con lui per qualche giorno per capire se, anche a distanza di anni, possono recuperare il rapporto che avevano quando si sono sposati. I due, però, si rendono subito conto di essere cambiati troppo per poter stare di nuovo insieme e che, sebbene la loro storia è stata molto importante per entrambi, ormai appartiene al passato. Inoltre, lei ormai è andata avanti, ama Rafael e ha una nuova vita con lui e Mateo, così i due si salutano per l’ultima volta. Si fidanzerà poi con la sua vicina Charlie e avrà un bambino con lei.
- Mateo Solano Villanueva (stagioni 4-5, ricorrente stagioni 2-3, guest star stagione 1), interpretato da Joseph Sanders (stagione 3) e da Elias Janssen (stagioni 4-5), doppiato da Adrian Alto.
È il figlio di Rafael e Jane, che lo chiamano così in onore del nonno di quest'ultima, morto molti anni prima. Il suo nome completo in realtà è Mateo Gloriano Rogelio Solano Villanueva, ma viene chiamato da tutti semplicemente Mateo. È soprannominato Matelio da nonno Rogelio e Signor Faccino Dolce da sua madre ed è il primo maschio nato nella famiglia Villanueva da generazioni. Durante la crescita, ha alcune difficoltà di apprendimento e disciplina, che si scopriranno poi essere dovute ad un disturbo di deficit di attenzione e iperattività (ADHD), diagnosticatogli nell'ultima stagione.
- Voce narrante (stagioni 1-5) voce originale di Anthony Mendez, voce nella versione italiana di Massimo Lopez.
Il narratore della serie, comico ed emotivo. Nell'ultimo episodio della quinta stagione si scopre che è Mateo, il figlio di Jane e Rafael, da adulto.

### Personaggi ricorrenti
- Dr. Luisa Alver (stagioni 1-5), interpretata da Yara Martinez, doppiata da Angela Brusa.
Sorella ex-alcolista di Rafael, è anche il medico che accidentalmente insemina artificialmente Jane e l'amante di Rose/Sin Rostro. Alla fine della terza stagione, scopre di essere l'unica erede del Marbella, ma nella quarta, convinta di essere di nuovo impazzita, decide di trasferirsi in un ospedale psichiatrico, per poi scappare, dare in beneficenza le sue quote dell'hotel e andare a vivere in un appartamento tutto suo, ma fa molta fatica a dimenticare Rose, per questo continuerà ad aiutarla di nascosto, ma poi si scoprirà che in realtà collaborava con la polizia per incastrarla.
- Rose Solano (stagioni 1-5), interpretata da Bridget Regan, doppiata da Letizia Scifoni.
Moglie di Emilio e di conseguenza matrigna di Luisa e Rafael e amante della stessa Luisa, persino figliastra della madre di Rafael, Elena Di Nola e nota pluriomicida sociopatica che gestiva anche un traffico di chirurgia plastica sui criminali. Nonostante ciò, continua ad amare Luisa. Morirà al termine della quinta stagione.
- Emilio Solano (stagione 1), interpretato da Carlo Rota, doppiato da Pasquale Anselmo.
Il padre di Rafael (che in realtà ha adottato) e Luisa e proprietario del Marbella e del gruppo Marakai. Viene ucciso dalla moglie Rose/Sin Rostro.
- Lina Santillan (stagioni 1-3, guest star stagioni 4-5), interpretata da Diane Guerrero, doppiata da Chiara Oliviero.
Migliore amica e collega di Jane al Marbella. Viene scelta come madrina di Mateo. Si sposa con Denny da cui avrà un bambino.
- Magda Andel (stagioni 1-5), interpretata da Priscilla Barnes, doppiata da Renata Biserni.
Madre di Petra, che odia apertamente. Si muove su una sedia a rotelle (anche se finge di essere disabile) e complice del piano di Petra per impossessarsi del Marbella. Viene arrestata per avere spinto Alba giù dalle scale e poi, dopo essere stata scagionata, uccide Ivan Rogachevsky. A causa di una piccola bomba, perderà una mano e un occhio e persino una gamba nell'ultima stagione a causa di un incidente stradale. Alla fine, grazie ad un ricatto da parte di Alba, Magda accetterà di lasciare l'America in cambio di una piccola cifra mensile da parte di Petra.
- Nadine Hanson (stagioni 1-2), interpretata da Azie Tesfai, doppiata da Monica Bertolotti.
Un detective della polizia e rivale di Michael in seguito si scoprirà essere una collaboratrice di Sin Rostro. Muore durante un'indagine e Michael l'avrà sulla coscienza.
- Roman Zazo e Aaron Zazo (stagione 1, guest star stagione 4), interpretato da Alano Miller, doppiato da Edoardo Stoppacciaro.
Miglior amico di Rafael ed amante di Petra. Viene creduto assassinato nell'hotel causando tensioni tra tutti, inclusi Petra e Rafael. Aaron, il fratello gemello, viene chiamato per indagare sull'omicidio del fratello, ma alla fine si scopre che è proprio Aaron il fratello assassinato. Viene ucciso da Petra con un palo e questa volta definitivamente.
- Frankie (stagione 1), interpretata da Camille Collard.
Collega al Marbella e amica di Jane.
- Luca (stagioni 1-2, guest star stagione 4), interpretato da Brian Dare.
Collega al Marbella e amico di Jane.
- Ivan Rogachevsky (stagioni 1-2), interpretato da Chris Corbin.
È l'assistente di Milos che verrà tenuto in ostaggio da Petra e Magda per un mese. Verrà poi ucciso da Magda con il suo uncino.
- Milos Dvoracek (stagioni 1-2, guest star stagione 5), interpretato da Max Bird-Ridnell, doppiato da Alessandro Budroni.
È l'ex fidanzato psicopatico di Petra. Lancerà dell'acido su Magda a seguito delle accuse di tradimento da parte di Magda, così Petra e sua madre scapperanno dalla Repubblica Ceca. Milos regala le quote del Marbella a Petra e tornerà alla fine della quarta stagione nel tentativo di uccidere l'ex, ma viene definitivamente arrestato.
- Esteban Santiago (stagioni 1-5), interpretato da Keller Wortham.
Rivale di Rogelio in ambito lavorativo. Nella quarta stagione si fidanza con Darcy e le fa la proposta di matrimonio nel finale di serie.
- Scott Archuletta (stagioni 1-3), interpretato da Wes Armstrong.
Assistente di Rafael ed Emilio al Marbella e manager del lounge. Si sposa con Anezka e ricatta Rafael con un'integrazione al testamento di Emilio con il quale Rafael perde l'hotel. Viene soprannominato Gilet poiché indossa sempre il quale.
- Elena di Nola (stagioni 1-2, guest star stagione 3), interpretata da Fabiana Udenio.
Madre adottiva di Rafael, seconda moglie di Emilio, ha anche un altro figlio avuto con il suo secondo marito. Si rivelerà la criminale "Mutter", signora della droga.
- Susanna Barnett (stagione 2), interpretata da Megan Ketch.
Nuovo partner di Michael, assegnatoli dopo la morte di Nadine. Nel finale della seconda stagione si scopre che, in realtà, è sempre stata la criminale Rose/Sin Rostro, sotto copertura.
- Krishna Dhawan (stagioni 2-5), interpretata da Shelly Bhalla.
Assistente di Rafael e di Petra all'hotel Marbella.
- Mateo Tomas Villanueva (stagione 2, guest star stagione 4), interpretato da Dennis Mencia.
Il defunto nonno di Jane, marito di Alba Villanueva e padre di Xiomara. È morto il 12 luglio 1989.
- Jonathan Chavez (stagione 2, guest star stagione 4), interpretato da Adam Rodríguez, doppiato da Marco Vivio.
Insegnante del corso di scrittura di Jane. Jane e Jonathan hanno un breve flirt, finché si scoprirà essere solito avere storie occasionali con le proprie studentesse, venendo quindi denunciato per questo.
- Derek Ruvelle (stagione 2), interpretato da Mat Vairo.
È il fratellastro materno di Rafael.
- Ellie ed Anna Solano (stagioni 2-5), interpretate da Mia Allen e da Ella Allen.
Le gemelline avute da Petra, dopo essersi auto-inseminata con lo sperma di Rafael perché ancora innamorata di lui. Inizialmente Ellie si chiamava Elsa, ma dopo essersi resa conto di aver chiamato le figlie come le protagoniste del cartone animato Frozen - Il regno di ghiaccio, Petra le ha cambiato nome. Sono entrambe delle bambine viziate, ma molto sveglie e vogliono molto bene ai loro genitori, al loro fratello Mateo e a Jane.
- Marlene Donaldson (stagioni 2-4, guest star stagione 5), interpretata da Melanie Mayron, doppiata da Barbara Castracane.
Nuova insegnante del corso di scrittura a cui Jane si affida.
- Patricia Cordero (stagione 2, guest star stagioni 3-5), interpretata da Molly Hagan, doppiata da Alessandra Korompay.
La madre di Michael che si oppone al matrimonio del figlio con Jane nella seconda stagione perché Jane non le è mai piaciuta e non la ritiene adatta per suo figlio.
- Anezka Archuletta (stagioni 2-4), interpretata da Yael Grobglas, doppiata da Giorgia Brasini.
La sorella gemella di Petra che ha vissuto la sua infanzia in Repubblica Ceca. Finge di essere gentile con lei, ma in realtà tenta molte volte di portarle via tutto, anche insieme alla loro madre e a Scott, di cui s'innamora e sposa, ma alla fine verrà accidentalmente uccisa da Petra.
- Jorge Antonio Garcia (stagioni 3-5), interpretato da Alfonso DiLuca.
È l'uomo con cui Alba inizia ad uscire e il suo capo nel negozio del Marbella. Dopo averle fatto due volte la proposta di matrimonio ed essere stato rifiutato, Jorge sposerà Alba per ottenere il permesso di soggiorno e andare in Messico a trovare la sua madre morente senza rischiare di non poter tornare negli Stati Uniti, ma dopo essersi dichiarati eterno amore, si risposeranno, stavolta per davvero.
- Catalina Mora (stagione 3), interpretata da Sofia Pernas, doppiata da Valentina Favazza.
Una cugina di Jane che arriva a Miami per conoscere la ragazza; avrà una breve relazione con Rafael che terminerà quando quest'ultima lascia la città.
- Bruce (stagione 3), interpretata da Ricardo Antonio Chavira, doppiato da Fabrizio Dolce.
Avvocato a cui Rogelio si affida dopo che gli viene fatta causa per aver abbandonato il suo reality show; è anche il compagno di Xiomara (un ritorno di fiamma), andranno a vivere insieme, ma si lasceranno perché Xiomara è ancora innamorata di Rogelio.
- Darci Factor (stagioni 3-5), interpretata da Justina Machado, doppiata da Laura Romano.
Gestisce un sito di incontri; avrà una relazione con Rogelio, da cui avrà una bambina, Bimba Michaelina, e successivamente con Esteban, con cui si fidanzerà. Ha realizzato un reality show assieme a Rogelio.
- Dennis Chambers (stagioni 3, 5), interpretato da Christopher Allen, doppiato da Emanuele Ruzza.
Collega e amico di Michael che a seguito della sua morte lo sostituisce.
- Eileen/Sin Rostro (stagione 3, guest star stagione 5), interpretata da Elisabeth Röhm.
Nuova fidanzata di Luisa. In realtà è Rose, alias Sin Rostro, la quale ha cambiato nuovamente il suo volto per non essere scoperta. La vera Eileen uccide Scott.
- Chuck Chesser (stagione 3, guest star stagione 4), interpretato da Johnny Messner, doppiato da Christian Iansante.
Proprietario dell'hotel che viene costruito a fianco del Marbella dopo il salto temporale; ha una breve relazione con Petra.
- Fabian Regalo del Cielo (stagioni 3-4), interpretato da Francisco San Martin, doppiato da Flavio Aquilone.
Attore di telenovelas e collega di Rogelio; avrà una breve relazione con Jane. Non è vergine, ma si rifiuta di fare sesso con la ragazza perché sta attuando un processo di "riverginazione". Non è molto sveglio, infatti è il classico bello ma stupido.
- Adam Alvaro (stagione 4, guest star stagione 3), interpretato da Tyler Posey, doppiato da Alessandro Campaiola.
È il primo amore di Jane, con il quale aveva intenzione di sposarsi all'età di diciannove anni, ma il suo sogno si è infranto a causa del disaccordo con le altre due donne Villanueva che non lo ritenevano adatto a Jane e pensavano che i due non fossero pronti, così se n'è andato senza dire nulla a Jane. Quando arriva a Miami, lui e Jane avranno una breve relazione che finirà quando quest'ultimo lascerà nuovamente la città per lavoro, preferendo quest'ultimo ad un'eventuale vita con Jane e Mateo, per cui non si sente pronto. È bisessuale.
- Jane "JR" Ramos (stagioni 4-5), interpretata da Rosario Dawson, doppiata da Francesca Fiorentini.
Prima avvocato e successivamente fidanzata di Petra. Non ha molta simpatia per Jane. Per distinguerla dalla sua amica, Petra l'ha soprannominata JR. JR viene ricattata da un ignoto per far arrestare Petra che poi si rivelerà Krishna, la quale era a sua volta manovrata da Milos.
- River Fields (stagioni 4-5), interpretata da Brooke Shields, doppiata da Emanuela Rossi.
Nota attrice alla quale Rogelio si indirizza per la sua serie televisiva, più egocentrica di lui. Aveva una cotta per Rogelio ma lui senza pensarci due volte la rifiuta, poi i due diventano amici. Rogelio la aiuta a riallacciare il rapporto con sua figlia e proprio per questo motivo è lei a chiedere il trasferimento della serie a New York, dove la figlia vive.
- Bobby (stagione 5), interpretato da Tommy Dorfman. Socio di Sin Rostro, inviato a Miami per tenere d'occhio Luisa.

### Guest star
- Billy Cordero (stagione 1), interpretato da Ryan Devlin. Il fratello di Michael.
- Andie (stagione 1), interpretata da Rachel DiPillo. Ex ragazza di Michael.
- Valeria e Victoria (stagioni 1-2), interpretate de Vanessa Merrell e Veronica Merrell. Le ex figliastre di Rogelio.
- Liliana De La Vega (stagioni 1-2, 5), interpretata da Rita Moreno. La madre di Rogelio.
- Juicy Jordan (stagioni 1-2), interpretata da Vanessa Vander Pluym, doppiata da Alessandra Cassioli. Ex ragazza di Luisa.
- Paola/Lola (stagione 2), interpretata da Ana de la Reguera. Amica di penna di Rogelio e successivamente sua stalker.
- Wesley Masters (stagione 2), interpretato da Brian Jordan Alvarez. Un compagno di classe di Jane.
- Pablo Alonso Segura (stagione 2), interpretato da Marcelo Tubert. L'uomo con cui Alba ha perso la verginità.
- Abbey Whitman (stagione 3), interpretata da Minka Kelly. Ragazza che Rafael frequente senza troppo impegno nella seconda metà della terza stagione.
- Katherine Cortes (stagione 4), interpretata da Alex Meneses. Donna con cui Rafael ha un flirt per riavere il Marbella.

## Premi e riconoscimenti
- 2015 - Critic's Choice Television Award
  - Candidatura per la miglior serie commedia
  - Candidatura per la miglior attrice in una serie a commedia a Gina Rodriguez
  - Candidatura per il miglior attore non protagonista in una serie commedia a Jaime Camil
- 2015 - Golden Globe Awards
  - Migliore attrice in una serie commedia o musicale a Gina Rodriguez
  - Candidatura per la miglior serie commedia o musicale
- 2015 - People's Choice Awards
  - Favorite New TV Comedy
- 2016 - Golden Globe Awards
  - Candidatura per la migliore attrice in una serie commedia o musicale a Gina Rodriguez

## Adattamento arabo
Dal dicembre 2019 va in onda su MBC4 e Dubai One la serie televisiva Miss Farah, adattamento arabo della serie Jane the Virgin.